# Scopula anoista
Scopula anoista là một loài bướm đêm trong họ Geometridae.